# SMUG1
SMUG1（single-strand-selective monofunctional uracil-DNA glycosylase 1）は、ヒトではSMUG1遺伝子にコードされる酵素である。SMUG1は核内のクロマチン中の一本鎖・二本鎖DNAからウラシルを除去するグリコシラーゼであり、塩基除去修復に寄与する。

## 機能
SMUGはDNA中のウラシルをプロセシングする、重要なウラシルDNAグリコシラーゼの1つである。SMUG1の機能は、DNAからウラシルやその誘導体を除去することである。SMUG1は一本鎖・二本鎖DNAの双方からウラシルを除去することができる。ウラシルの除去に関与する他のDNAグリコシラーゼにはUNG、TDG、MBD4がある。ウラシルを除去する修復は変異からの保護に必要不可欠である。現在得られている証拠からは、U:Gミスペアの修復を担う主要な酵素はUNGとSMUG1であることが示唆されている。ウラシルは抗体遺伝子の多様化の過程でもDNAに導入され、その除去は抗体の多様性に重要な役割を果たしている。UNGはウラシル除去の主要な因子であることが知られているが、UNGが欠失した場合にはSMUG1が抗体多様化過程におけるUNGのバックアップとして機能する。
SMUG1はウラシル以外にもいくつかのピリミジン酸化産物を除去し、チミジンの酸化産物である5-ヒドロキシメチルウラシルをDNAから除去する特異的機能を持つ。

## がんにおける役割
SMUG1転写産物の減少はDNA修復不全をもたらし、変異率や染色体不安定性が高まることで、よりアグレッシブな悪性度の高いクローンの選択が促進される。マウスでは、Smug1の喪失によってがん易罹患性が高まることが示されている。乳がんでは、SMUG1の転写産物の少なさは予後の悪さと相関している可能性があり、アグレッシブな表現型と関連していることが示されている。また、SUMG1の低発現はBRCA1、ATM、XRCC1の喪失と関係しており、SMUG1低発現腫瘍におけるゲノム不安定性との関係が示唆されている。臨床前研究では、SMUG1の欠失によって5-フルオロウラシル（5-FU）治療に対する感受性が生じることが示されている。
一方で、胃がんではSMUG1の高発現が悪い臨床病理所見と関係している。この説明の1つとしては、胃がんでは炎症が発がんのドライバーとなっており、そのためSMUG1の高発現によって酸化損傷塩基（炎症環境では広くみられる）が効率的に修復されることでがん細胞の生存に有益となっていることが考えられる。このように、SMUG1は発がんにおいて複雑な役割を果たしており、がんの種類やその性質によって異なる作用を果たしている可能性がある。

### 薬剤応答における役割
5-FUは一般的ながんの治療に広く利用されており、2つの機構でDNA損傷を引き起こす。5-FUの代謝産物はチミジル酸シンターゼの阻害によってDNA複製時にチミジン三リン酸（TTP）を枯渇させ、DNAへのウラシルの導入をもたらすことで新生DNA鎖の断片化を引き起こす。また、5-FU自体がDNAに組み込まれることもある。複製時におけるウラシルや5-FUのゲノムへの組み込みに対処しているのはUNGやSMUG1である可能性が最も高い。現在の研究では、5-FUに対する感受性の上昇に関係しているのはUNGではなくSMUG1であることが示唆されている。SMUG1は薬剤応答を予測するバイオマーカーとして利用できる可能性があり、また特定種の腫瘍における抵抗性の獲得機構となっている可能性がある。
SMUG1は酸化損傷塩基を修復する重要な酵素である。胃がんにおけるSMUG1の発現の解析からは、SMUG1の過剰発現が患者の生存期間の短さと相関していることが示されている。胃がんでは、炎症が発がんのドライバーとなっている。そのため可能性の1つとして、がん細胞は正常な細胞と比較してかなりの酸化ストレスにさらされており、SMUG1が調節を受けずに発現することががん細胞の酸化損傷塩基の修復と生存に必要不可欠となっていることが考えられる。

## 相互作用
SMUG1はRBPMS、DKC1と相互作用することが示されている。

## 関連文献
- “Oligo-capping: a simple method to replace the cap structure of eukaryotic mRNAs with oligoribonucleotides”. Gene 138 (1–2):  171–4. (January 1994). doi:10.1016/0378-1119(94)90802-8. PMID 8125298.
- “Construction and characterization of a full length-enriched and a 5'-end-enriched cDNA library”. Gene 200 (1–2):  149–56. (October 1997). doi:10.1016/S0378-1119(97)00411-3. PMID 9373149.
- “hUNG2 is the major repair enzyme for removal of uracil from U:A matches, U:G mismatches, and U in single-stranded DNA, with hSMUG1 as a broad specificity backup”. The Journal of Biological Chemistry 277 (42):  39926–36. (October 2002). doi:10.1074/jbc.M207107200. PMID 12161446.
- “Mammalian 5-formyluracil-DNA glycosylase. 2. Role of SMUG1 uracil-DNA glycosylase in repair of 5-formyluracil and other oxidized and deaminated base lesions”. Biochemistry 42 (17):  5003–12. (May 2003). doi:10.1021/bi0273213. PMID 12718543.
- “Structure and specificity of the vertebrate anti-mutator uracil-DNA glycosylase SMUG1”. Molecular Cell 11 (6):  1647–59. (June 2003). doi:10.1016/S1097-2765(03)00235-1. PMID 12820976.
- “Mutational analysis of the damage-recognition and catalytic mechanism of human SMUG1 DNA glycosylase”. Nucleic Acids Research 32 (17):  5291–302. (2004). doi:10.1093/nar/gkh859. PMC 521670. PMID 15466595.
- “Human immunodeficiency virus type 1 Vpr induces the degradation of the UNG and SMUG uracil-DNA glycosylases”. Journal of Virology 79 (17):  10978–87. (September 2005). doi:10.1128/JVI.79.17.10978-10987.2005. PMC 1193627. PMID 16103149.
- “Towards a proteome-scale map of the human protein-protein interaction network”. Nature 437 (7062):  1173–8. (October 2005). Bibcode: 2005Natur.437.1173R. doi:10.1038/nature04209. PMID 16189514.
- “SMUG1 is able to excise uracil from immunoglobulin genes: insight into mutation versus repair”. The EMBO Journal 25 (3):  585–95. (February 2006). doi:10.1038/sj.emboj.7600939. PMC 1383525. PMID 16407970.
- “Evaluation of NTHL1, NEIL1, NEIL2, MPG, TDG, UNG and SMUG1 genes in familial colorectal cancer predisposition”. BMC Cancer 6:  243. (2006). doi:10.1186/1471-2407-6-243. PMC 1624846. PMID 17029639.
- “Action mechanism of human SMUG1 uracil-DNA glycosylase”. Nucleic Acids Symposium Series 49 (49):  295–6. (2005). doi:10.1093/nass/49.1.295. PMID 17150750.
- “Uracil-DNA glycosylases SMUG1 and UNG2 coordinate the initial steps of base excision repair by distinct mechanisms”. Nucleic Acids Research 35 (12):  3879–92. (2007). doi:10.1093/nar/gkm372. PMC 1919486. PMID 17537817.